# Naoto Kan
Naoto Kan (菅 直人 Kan Naoto?,  n. 10 de octubre de 1946) es un político japonés, miembro del Partido Democrático Constitucional de Japón y primer ministro de Japón desde el 8 de junio de 2010, cuando sustituyó a Yukio Hatoyama, hasta el 2 de septiembre de 2011.

## Biografía

### Primeros años
Nació el 10 de octubre de 1946 en la ciudad de Ube, en la prefectura de Yamaguchi. Hijo de empresarios, Kan se graduó en Física aplicada en 1970 por el Instituto Tecnológico de Tokio, y obtuvo la licencia para ejecercer como benrishi (agente de patentes) en 1971. En 1970 Se casó con su prima-hermana Nobuko con quien tiene dos hijos Gentarō y Shinjirō, Gentarō es un activista de los derechos civiles que se presentó a las elecciones para la cámara baja en 2003 y en 2005 pero en ambas fue derrotado.
Entre sus aficiones cabe destacar el go, el shogi y el mahjong, durante su época de estudiante su pasión por el mahjong era tal que llegó a desarrollar una máquina que calculaba automáticamente la difícil puntuación del mahjong, llegando incluso a patentar dicha máquina en 1973.
Sobre su personalidad, su mujer Nobuko en su libro "¿Qué diablos va a cambiar en Japón ahora que tú eres primer ministro?" ha llegado a poner en cuestión la capacidad de su marido para liderar con solvencia un país como Japón, diciendo que Naoto carece del perfil de estadista que necesita el país y que no es más que uno de los "pesos ligeros" que abundan en la política japonesa, además Nobuko señala que Naoto carece de gusto para vestir y que no sabe cocinar ni el plato más simple, debido a que su madre y ella misma lo han "malcriado durante años". Que Naoto Kan carece de gusto al vestir, una crítica difícil de contrastar puesto que rara vez se ve a un político despojado de la "nueva armadura samurái" de la clase dirigente nipona el traje negro, la camisa blanca y la corbata anodina. Lo mismo el resto de críticas provenientes de su esposa, que en términos generales para todos los mortales hombres, el marido nunca es el hombre perfecto. Kan es conocido como 'Ira-Kan' o 'Fretful-Kan', a causa de su mal genio.

### Carrera política
Después de graduarse en la universidad, Kan trabajó cuatro años como agente de patentes, comprometido con movimientos cívicos durante años trabajó en la campaña electoral de Fusae Ichikawa, una conocida activista japonesa por los derechos de la mujer.
Después de ser derrotado en 1976, 1977 y 1979, finalmente Kan consiguió un escaño de diputado por el antiguo distrito electoral parlamentario número 7 de Tokio a la Dieta en 1980 como miembro de la Federación Social-Demócrata. Desde entonces ha sido reelegido varias veces y acumula con el actual diez períodos consecutivos como diputado (las elecciones generales han sido adelantadas varias veces en ese tiempo); desde las elecciones de 1996 Kan representa al distrito electoral parlamentario número 18 de Tokio, creado por la reforma electoral de 1994 y que ocupa parte del antiguo distrito 7. 
Kan ganó gran popularidad a nivel nacional en 1996 cuando, como ministro de salud y bienestar, admitió la responsabilidad del gobierno en la propagación de sangre infectada con VIH a principios de los años ochenta, llegando a pedir disculpas directamente a las víctimas, esta acción sin precedentes fue aplaudida tanto por los medios de comunicación como por la población en general. En ese momento Kan pertenecía a un pequeño partido que formaba parte del gobierno, junto con el Partido Liberal Democrático (PLD).
En 1998, su escándalo sexual le forzó a no asumir el liderazgo del nuevo Partido Democrático (PDJ). Después de la dimisión de Yukio Hatoyama como líder del partido, Kan tomó el puesto. En julio de 2003, el PDJ y el Partido Liberal, dirigido por Ichiro Ozawa, acordaron formar un partido unificado de oposición para las elecciones generales que iban a tener lugar en otoño de ese año.
La cara de Naoto Kan fue empleada como marca de la campaña contra el partido del PLD de Jun'ichirō Koizumi. Sin embargo, en 2004, Kan fue acusado de impago de pensiones y obligado a dimitir del liderazgo de su partido. El 10 de mayo de 2004, Kan anunció oficialmente su dimisión.

### Primer ministro
El 4 de junio de 2010 fue elegido primer ministro de Japón para sustituir a Yukio Hatoyama (previamente había sido elegido líder del Partido Democrático de Japón sustituyendo también a Hatoyama); Kan fue elegido al obtener los votos de 313 diputados de la Cámara de Representantes de Japón. Tomó posesión del cargo el 8 de junio del 2010.

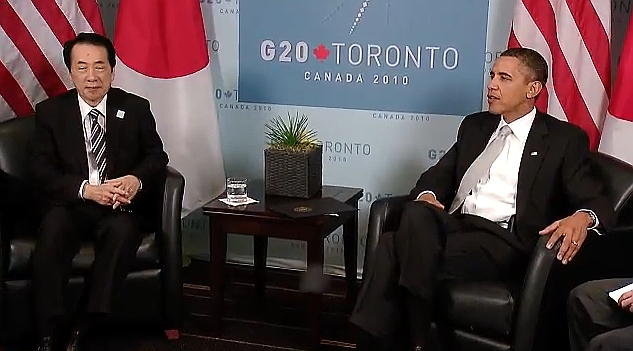
Naoto Kan y Obama en la cumbre del G20 en Toronto (Canadá), el 27 de junio de 2010.

El 11 de julio del 2010 el Partido Democrático de Japón perdió las elecciones a la Cámara de Consejeros de Japón (la Cámara alta o Senado del Parlamento japonés); esta derrota complica la capacidad de Kan de sacar adelante los proyectos de ley que necesita para gobernar, y además en su momento lo debilitó y aumentó las críticas de los sectores que se le oponen dentro de su propio partido, al punto de haber puesto en riesgo su victoria en la elección interna para líder del Partido Democrático que debía celebrarse en septiembre de ese año, y que en caso de derrota le hubiera significado dejar de ser primer ministro, aunque él enseguida prometió luchar para seguir en el cargo.
Sin embargo, el 14 de septiembre del 2010 Naoto Kan ganó la elección interna de su partido y se convirtió así en Presidente del Partido Democrático de Japón; lo que le permite continuar siendo primer ministro de Japón. Kan derrotó a Ichirō Ozawa, su único rival interno por el liderazgo del partido, al obtener 721 puntos frente a 491 de Ozawa, en un complejo sistema de votación en que el voto de uno de los parlamentarios del partido en el Parlamento japonés valía por dos puntos a diferencia del voto de los militantes de base y de los legisladores regionales del partido. Fue precisamente el voto de los militantes de base el que le dio la victoria, ya que la diferencia a nivel de los parlamentarios fue muy estrecha.
Su capacidad como primer ministro fue puesta a prueba cuando en la primavera de 2011 tuvieron lugar el Terremoto y Tsunami en el Norte de Japón y el posterior accidente nuclear de Fukushima. Sin embargo la percepción mayoritaria es que su gestión de la crisis fue un desastre, por lo que Kan se había comprometido a renunciar luego de que el Parlamento aprobara dos leyes esenciales para la reconstrucción; y efectivamente luego de esa aprobación Kan presentó su renuncia como primer ministro y líder del Partido Democrático de Japón, por lo que dejó el poder cuando su partido eligió un nuevo líder que fue casi inmediatamente elegido primer ministro, lo cual se produjo en unos días. Su sucesor fue Yoshihiko Noda.